# Рижук Сергій Миколайович
Сергій Миколайович Рижук (нар. 20 січня 1950 р., смт Чуднів, Житомирська область) — український політик.
Доктор сільськогосподарських наук (2004), член-кореспондент УААН (Відд. землеробства, загальне землеробство, 12.2002), член Партії регіонів; ВР України, член фракції Партії регіонів (з 11.2007), заступник голови Комітету з питань аграрної політики та земельних відносин (з 12.2007), колишній голова Житомирської обласної адміністрації (з 18.03.2010 по 2.3.2014; з 11.01.2004 по 03.02.2005).

## Біографія

### Освіта
Житомирський сільськогосподарський інститут; кандидатська дисертація «Агроекологічні особливості високоефективного використання осушуваних торфових ґрунтів Полісся і Лісостепу» (Інститут землеробства УААН, 2001); док. дис. «Агроекологічні засади оптимізації сталого розвитку ефективного використання осушуваних ґрунтів Полісся і Лісостепу» (2004, Інститут агроекології та біотехнології УААН).

### Кар'єра
З 1968 — працівник колгоспу імені Островського Чуднівського району; служба в армії;
1970—1973 — студент Житомирського сільськогосподарського інституту;
З 1973 — головний економіст колгоспу імені Островського Чуднівського району;
1976—1979 — інструктор Житомирського обкому КПУ;
1979—1980 — другий секретар Житомирського обкому ЛКСМУ;
1980—1983 — перший секретар Житомирського обкому ЛКСМУ;
1983—1986 — перший секретар Ємільчинського райкому КПУ;
1986—1987 — інспектор ЦК КПУ;
1987—1991 — перший заступник завідувача аграрного відділу ЦК КПУ;
1991—1992 — заступник начальника управління Міністерства сільського господарства України;.
1992—1996 — виконавчий директор Української державно-кооперативної асоціації «Украгроформ»;
10.1996-08.1997 — помічник Президента України;
07.1997-02.2000 — заступник Міністра агропромислового комплексу України;
02.2000-07.2001 — заступник Міністра аграрної політики України;
24.07.2001-19.04.2002 — Державний секретар Міністерства аграрної політики України;
19.04.2002-11.01.2004 — Міністр аграрної політики України;
11.01.2004-03.02.2005 — голова Житомирської облдержадміністрації;
2005—2006 — заступник директора Центральної наукової бібліотеки УААН;
2006—2010 — народний депутат України;
18.03.2010-02.03.2014 — голова Житомирської облдержадміністрації.
20 лютого 2014 року заявив про вихід із Партії регіонів.
Член Комісії з організації діяльності технологічних парків та інноваційних структур інших типів (08.2001-03.2003).
З травня 2018 року — директор Інституту сільського господарства Полісся НААН України.
Народний депутат України 6-го скликання з 11.2007 від Партії регіонів, № 176 в списку. На час виборів: народний депутат України, член Партії Регіонів.
Народний депутат України 5-го скликання з кінця травня 2006 року. Обраний від Партії регіонів, № 189 в списку. На час виборів: заступник директора Центральної наукової бібліотеки УААН, член ПР. член Комітету з питань аграрної політики та земельних відносин (з 07.2006), голова підкомітету з питань реформування сільського, водного та лісового господарства, виробництва та якості сільськогосподарської продукції, член фракції Партії регіонів (з 05.2006).
Заслужений працівник сільського господарства України (12.1999).
Державний службовець 1-го рангу (02.2002).
Дружина Людмила Андріївна (1953—2021); син Володимир (1973); дочка Ольга (1981).